# Thelasis pygmaea
Thelasis pygmaea är en orkidéart som först beskrevs av William Griffiths, och fick sitt nu gällande namn av John Lindley. Thelasis pygmaea ingår i släktet Thelasis och familjen orkidéer. Inga underarter finns listade i Catalogue of Life.